# 阿斯里
阿斯里是马耳他的市镇及村庄，位于戈佐岛西北岸。市镇面积为5平方公里，2014年人口数量为525人。2019年人口数量则为424人。阿斯里为戈佐岛上人口数量第二少的市镇。市镇名字源自阿拉伯语，意为“傍晚”。